# Бутин, Ким Петрович
Ким Петро́вич Бу́тин (10 октября 1936, с. Ильинское — 19 марта 2005, Москва) — советский и российский химик, специалист в области теоретических проблем органической химии, органической и металлоорганической электрохимии, один из соавторов известного учебника «Органическая химия» в 4-х томах (О.А. Ре́утов, А.Л. Курц, К.П. Бу́тин) . Заслуженный профессор Московского университета (2002).

## Биография
После начала Великой Отечественной войны Ким Петрович был отправлен в эвакуацию, в результате чего пошел в школу на 2 года позже своего «нормального» возраста и начал учебу в 1 «Ж» классе.
Окончив школу, Бутин поступил в МХТИ им. Д.И. Менделеева и учился на одном курсе с Алекса́ндром Леони́довичем Ку́рцем (они сохранили дружбу на всю жизнь, вместе перешли в МГУ, дружили семьями). После окончания МХТИ в 1959 году, Ким Петрович вместе с А.Л. Курцем работали в Институте природных соединений Академии наук СССР, после чего поступили в аспирантуру химического факультета МГУ. Большой цикл работ К.П. Бутина связан с ртутьорганическими соединениями, исследованию которых посвящены обе его диссертации: кандидатская, которую Ким Петрович защитил в 1966 году по теме «Полярографические и некоторые свойства ртутноорганических соединений »  и докторская, защищенная в 1974 году – «Исследование гомогенных и гетерогенных реакций ртутьорганических соединений электрохимическими методами». С 1992 г. – профессор Химического факультета МГУ.
На химическом факультете К.П.Бутиным была создана лаборатория теоретических проблем органической химии, которая исследовала связи между структурами органических соединений и механизмами их реакций (сейчас – группа органической электрохимии и электрокатализа, руководитель проф. кафедры органической химии химического факультета МГУ Татья́на Влади́мировна Магдеси́ева ).

## Вклад в науку
На основании электрохимических исследований ртутьорганических соединений К.П.Бутиным была создана получившая широкую известность полярографическая шкала кислотности СН-связей в органических соединениях, которая позволила охарактеризовать СН-кислоты, различающиеся на 60 единиц рКа. 
Также, в лаборатории Кима Петровича проводились исследования направленные на решение экологических проблем. Его научной группой были изучены пути образования высокотоксичных алкилметаллов в системах, моделирующих биологическое и химическое алкилирование и установлено, что в системах, содержащих хелатные комплексы кобальта и никеля, алкилгалогенид и металлическую ртуть, происходит образование алкилртути, если система сначала выдерживается в восстановительных условиях, а затем переводится в окислительные.
Им были сформулированы такие понятия, как «электрохимическая щель» и «электрохимическая электроотрицательность» молекул , которые успешно используются для объяснения путей реакций и реакционной способности металлоорганических молекул, для оценки степени переноса заряда в межмолекулярных и внутримолекулярных комплексах с переносом заряда, для прогнозирования каталитических свойств d-металлов.

## Преподавание
Помимо научной деятельности, Ким Петрович активно занимался преподаванием: читал курсы лекций по теоретическим проблемам органической химии, по органической химии для аспирантов-органиков, а также теоретические разделы курса «Органическая химия» в Высшем химическом колледже РАН. Подготовил 16 кандидатов наук. Опубликовал 240 научных работ.

## Хобби
Увлекался музыкой. В студенческие годы, чтобы поправить материальное положение, играл в духовом оркестре на тромбоне (преимущественно на похоронах). Предпочитал классику и джаз. Кроме того, был страстным футбольным болельщиком.

## Семья
Жена – Гайда́й Натали́я Алекса́ндровна (29.06.1939 – 10.07.2018), химик-органик, работала в Институте органической химии им. Н.Д. Зелинского.
Дочь – Белогла́зкина Еле́на Ки́мовна, профессор кафедры органической химии Химического факультета МГУ, заведующая лабораторией биологически активных органических соединений.

## Основные научные и учебно-методические труды
- O. A. Reutov. I. P. Beletskaya, K. P. Butin. CH-acids. PergamonPress, Oxford. 1978. pp. 228-237.
- О.А.Реутов, И.П.Белецкая, К.П.Бутин. СН-кислоты. Наука. М.: 1980, 245 с.
- К.П.Бутин. Теория перициклических реакций. Химфак МГУ. М.: 1984, 106 с.
- О.А.Реутов, К.П.Бутин, А.Л.Курц, Г.П.Брусова. Органические соединения непереходных металлов. Химфак МГУ. М.: 1991, 95 с.
- О.А.Реутов, А.Л.Курц, К.П.Бутин, Г.П.Брусова, Е.Д.Матвеева. Реакции элиминирования. Химфак МГУ. М.: 1992, 49 с.
- Solvation ability of some solvents to phenylmercury cation / K. Butin, A. Ryabtsev, O. Reutov, I. Beletskaya // Doklady Akademii nauk SSSR. — 1968. — Vol. 183, no. 6. — P. 1328.
- Бутин К. П., Рахимов Р. Д., Реутов О. А. Исследование промежуточных продуктов электрохимического восстановления солей пропилртути методом вращающегося дискового электрода с кольцом // Журнал общей химии. — 1984. — № 55. — С. 1309–1316.
- Бутин К. П., (Ивкина) Моисеева А. А., Реутов О. А. Синтез и некоторые свойства пентахлор- и пентабромбензильных соединений ртути // Известия Академии наук. Серия химическая. — 1983. — № 2. — С. 459–461.

Расширенный список научных трудов К.П. Бутина, созданный его соавторами, находится на сайте https://istina.msu.ru/workers/403483/.